# Aleksandr Kuzniecow (lekkoatleta)
Aleksandr Kuzniecow, ros. Александр Кузнецов (ur. 1960) – radziecki lekkoatleta specjalizujący się w biegach długodystansowych.
Największy sukces w karierze odniósł w 1979 r. w Bydgoszczy, gdzie zdobył brązowy medal mistrzostw Europy juniorów w biegu na 3000 metrów, z czasem 8:07,77 (za Steve'em Cramem i Jürgenem Matternem).